# 17e congrès national de la SFIO
Le 17e congrès de la SFIO, aussi appelé congrès de Strasbourg, s'est déroulé à Strasbourg du 25 au 29 février 1920. La SFIO décide lors de ce congrès de se retirer de la Deuxième Internationale, sans toutefois adhérer à la Troisième Internationale dite Internationale communiste.

## Histoire
Le congrès se tient après l'échec de la SFIO aux élections législatives de 1919 . Lors de ces élections, les socialistes ont progressé là où l'Internationale communiste à fait campagne mais à stagner ou régresser dans les départements contrôlés par le centre ou la droite du parti. Une partie de l'électorat traditionnel du parti a été effrayé par les troubles du printemps et par la révolution bolchevique en Russie mais le vote socialiste à par ailleurs été favorisé par un mécontentement populaire que les partisans de l'Internationale communiste voit comme une poussée révolutionnaire.
Le congrès se tient au palais des Fêtes de Strasbourg.